# Штучні мінерали
Мінерали штучні (рос. минералы искусственные, англ. artificial minerals, нім. Kunstminerale n pl) — продукти лабораторного (заводського) чи технічного процесу, які за хімічним складом, структурою й властивостями аналогічні або близькі до відповідних природних мінералів.
На сучасному етапі у промислових масштабах отримують штучно корунд, рубін, алмаз, слюди та ін. Мінерали штучні широко використовують у промисловості, ювелірній справі, науці, техніці.